# Alais (Meteorit)
Alais (auch Allais) oder Valence, ist der erste identifizierte Meteorit von der Klasse Kohliger Chondrit. Er fiel 1806 in der Nähe von Alès (44,1167° N, 4,0833° O) in mehreren Fragmenten nieder, die zusammen 6 kg wogen, obwohl heute nur noch 0,26 kg übrig geblieben sind. Der Meteorit enthält eine Reihe von Elementen in ähnlichen Verhältnissen wie das Sonnensystem in seinem Urzustand und enthält auch organische Verbindungen und Wasser. Er hat sich als einer der wichtigsten in Frankreich entdeckten Meteoriten erwiesen.

## Forschungsgeschichte
Am 15. März 1806 um 17:00 Uhr Ortszeit waren in der Nähe von Alès im Département Gard zwei Detonationen zu hören.
Kurz darauf wurden in den Dörfern Saint-Étienne-de-l’Olm und Castelnau-Valence zwei schwarze Steine aus vergleichsweise weichem Material mit einem Gewicht von 4 kg bzw. 2 kg entdeckt. Die Fragmente wurden von Beobachtern des Einschlags eingesammelt und zwei in der Nähe lebenden Wissenschaftlern übergeben.
Der Meteorit wurde von Louis Jacques Thénard analysiert. Aus einer von ihm 1807 veröffentlichten Studie, ging hervor, dass er einen hohen Kohlenstoffgehalt aufwies.
Zunächst wurde bezweifelt, dass die Fragmente nicht-irdischen Ursprungs waren, da sie sich in ihren Eigenschaften deutlich von bereits vorhandenen Meteoriten unterschieden.
Es wurde jedoch zunehmend klar, dass es sich um eine neue, wenn auch seltene Art von Meteoriten handelte.

### Verteilung und Aufbewahrung
Der Niedergang dieses Meteoriten geschah früh, kurz nach dem man zum allgemeinen Konsens gekommen war, dass es sich bei Meteoriten um echte, außerirdische Phänomene handelt. Auch aus diesem Grund ist Alais weitgehend aufgebraucht und zerstreut worden. Es sind heute nur wenige Proben erhalten geblieben, weniger als von Orgueil, aber mehr als von Tonk und vor allem von Revelstoke (letzterer gefallen 1965 bei Revelstoke, British Columbia). Heutige Aufbewahrungsorte von Bruchstücken sind:
| Organisation      | Masse  | Ort             | Land        |
| ----------------- | ------ | --------------- | ----------- |
| Mus. NdH          | 45 g   | Paris           | Frankreich  |
| Geol. Surv. Ind.  | 5 g    | Kolkata         | Indien      |
| Vat. Met. Coll.   | 4,5 g  | Castel Gandolfo | Italien     |
| ASU               | 3 g    | Tempe           | USA         |
| Field Mus.        | 3,6 g  | Chicago         | USA         |
| Uni Tübingen      | 1,9 g  | Tübingen        | Deutschland |
| Geol. Surv. Ca.   | 1,9 g  | Ottawa          | Kanada      |
| Mus. fur Nat.     | 1,7 g  | Berlin          | Deutschland |
| Nat. Hist. Mus.   | 1,7 g  | Wien            | Österreich  |
| Smithsonian       | 0,7 g  | Washington      | USA         |
| Am. Mus. N.H.     | 0,6 g  | New York        | USA         |
| IfP               | 0,5 g  | Münster         | Deutschland |
| Ro. akad. nauk    | <0,5 g | Moskau          | Russland    |
| West. Austr. Mus. | <0,5 g | Perth           | Australien  |
| DuPont Collection | 0,2 g  | Palatine        | USA         |

## Beschreibung
Der Alais-Meteorit ist einer der bedeutendsten Meteoriten Frankreichs.
Der Meteorit ist auch unter dem Namen Valence bekannt.
Er ist schwarz, hat eine lockere, brüchige Struktur und eine geringe Dichte von weniger als 1,7 g/cm3.
Ursprünglich hatten seine Fragmente zusammen eine Masse von 6 kg. Sie wurden umfassenden wissenschaftlichen Untersuchungen unterzogen, sodass heute nur noch 260 g übrig sind.
Ein Fragment mit einem Gewicht von 39,3 g befindet sich im Besitz des Nationalmuseums für Naturgeschichte, Frankreich.

### Zusammensetzung und Klassifikation
Der Meteorit ist einer von mindestens fünf bekannten Meteoriten, die zur Gruppe der CI-Chondrite gehören.
Diese Gruppe zeichnet sich durch eine Verteilung chemischer Elemente aus, die derjenigen des Sonnennebels am ähnlichsten ist. Abgesehen von bestimmten flüchtigen Elementen wie Kohlenstoff, Wasserstoff, Sauerstoff, Stickstoff und den Edelgasen, sind die Anteile der Elemente sehr ähnlich.
Der Meteorit enthält unter anderem Cubanit, Dolomit, Forsterit, Pyrrhotit und Zirkon.

## Kontroverse um den Ursprung des Lebens
Der Meteorit steht oder stand im Mittelpunkt kontroverser Spekulationen über einen außerirdischen Ursprung des Lebens, seit Jöns Jakob Berzelius in dem Meteoriten organische Stoffe entdeckt hat.
Inzwischen wurden in dem Meteoriten organische Verbindungen (darunter Aminosäuren) und Wasser gefunden. Heute wird zwischen organischer und biologischer Materie unterschieden, die letztere ist im Meteoriten jedoch nicht vorhanden.